# Tete
Tete è una città del Mozambico, capoluogo della provincia omonima. Ha una popolazione di circa 155 870 abitanti (dati del 2008).
Si trova sul fiume Zambesi, e il ponte della città sul fiume è uno dei soli cinque ponti che lo attraversano, nonostante i suoi 2574 km di lunghezza.